# Aloe muricata
Aloe muricata é uma espécie de liliopsida do gênero Aloe, pertencente à família Asphodelaceae.